# Sigtelse
En sigtelse foreligger, når bevismateriale, vidneudsagn og indicier får politiet til at formulere en mistanke rettet mod en bestemt person for at have begået en forbrydelse.

## Sigtelse i Danmark
I Danmark har politiet ret og pligt til at rejse sigtelse, hvis der anmeldes eller konstateres en overtrædelse af straffeloven. Forudsætningen er, at der kan udpeges en mulig gerningsmand, og at der er begrundet mistanke mod denne person. Sigtelsen er derfor en påpegning af, at mistanken er rettet med en vis styrke mod denne bestemte person.
Sigtelsen betragtes i Danmark som det første led i en retslig forfølgelse af den mistænkte, og derfor udløser den en lang række følger, som er reguleret gennem retssikkerhedsgarantier, som i Danmark er formuleret i retsplejeloven.
Det drejer sig om regler for den retmæssige brug af
- Varetægtsfængsling
- Forsvar
- Afhøring
- Anklageskrift

Efter at politiet har etableret det nødvendige bevismateriale, tager den danske anklagemyndighed stilling til, om sigtelsen skal frafaldes, eller om den skal opretholdes. Før indledningen af strafferetssagen ændres sigtelsen i givet fald til en anklage (også kaldet tiltale), som danner grundlaget for rettergangen.

## Sigtelsesbegrebet i andre lande
I flere lande er der ingen klar adskillelse mellem sigtelse og anklage. Det gælder f.eks. i mange af de lande, hvor retsvæsnet bygger på romerretten. I lande, hvor grundlaget er sædvaneret, er det almindeligt at skelne mellem disse to trin i behandlingen af en mistænkt. I alle vestlige lande træder de retslige beskyttelser dog i kraft, så snart statsmagten begynder at undersøge en persons forhold. Det er retten til at få varetægtsfængslingen prøvet hos en dommer, retten til en forsvarer, retten til at modsætte sig vilkårlig husundersøgelse eller kropsvisitation og retten ikke at udtale sig om noget, der kan bruges imod én selv.

## Bestemmelserne iDen Europæiske Menneskerettighedskonvention
I menneskerettighedskonventionen fra 1950 hedder det om sigtelse:
Stk. 1. Enhver har ret til frihed og personlig sikkerhed. 
Ingen må berøves friheden undtagen i følgende tilfælde og i overensstemmelse med den ved lov foreskrevne fremgangsmåde:
a) lovlig frihedsberøvelse af en person efter domfældelse af en kompetent domstol;
b) lovlig anholdelse eller anden frihedsberøvelse af en person for ikke at efterkomme en domstols lovlige påbud eller for at sikre opfyldelsen af en ved lov foreskrevet forpligtelse;
c) lovlig anholdelse eller anden frihedsberøvelse af en person med det formål at stille ham for den kompetente retlige myndighed, når der er begrundet mistanke om, at han har begået en forbrydelse, eller rimelig grund til at anse det for nødvendigt at hindre ham i at begå en forbrydelse eller i at flygte efter at have begået en sådan; [...]
og videre:
Stk. 3. Enhver, der anholdes eller frihedsberøves i henhold til bestemmelserne i denne artikels stk. 1, litra c, skal ufortøvet stilles for en dommer eller anden øvrighedsperson, der ved lov er bemyndiget til at udøve domsmyndighed, og skal være berettiget til at få sin sag pådømt inden for en rimelig frist, eller til at blive løsladt i afventning af rettergangen. Løsladelsen kan gøres betinget af sikkerhed for, at den pågældende giver møde under rettergangen.

## Bestemmelserne iFN's menneskerettighedserklæring

### Artikel 8
Enhver har ret til effektivt at blive holdt skadesløs ved kompetente, nationale domstole for handlinger, der krænker de grundlæggende rettigheder, han har ifølge grundloven eller lovene.

### Artikel 9
Ingen må udsættes for vilkårlig arrestation, tilbageholdelse eller udvisning.

### Artikel 10
Enhver har fuld og lige ret til en retfærdig og offentlig rettergang ved en uafhængig og upartisk domstol, når der skal træffes afgørelse om hans rettigheder og forpligtelser og enhver strafferetlig anklage mod ham.

### Artikel 11
(1) Enhver, som er sigtet for en strafferetsovertrædelse, har ret til at blive anset for uskyldig, indtil han er bevist skyldig ifølge loven og ved en offentlig retssag, hvor han har haft alle de nødvendige garantier for sit forsvar.
(2) Ingen må anses for skyldig i nogen strafferetsovertrædelse på grundlag af en handling eller undladelse, som ikke var strafbar efter nationale eller internationale love, da den blev begået. Ej heller må han idømmes en strengere straf end den, som var gældende, da strafferetsovertrædelsen blev begået.
Vedtaget af FN's generalforsamling den 10. december 1948